# Tempestade tropical Gamma (2005)
A Tempestade tropical Gama foi a 25º tempestade da temporada de furacões no oceano Atlântico de 2005. Gamma formou-se a 18 de novembro de uma onda tropical que deixou a costa da África em 3 de novembro. Entre 13 de novembro e 16 de novembro o sistema foi denominado Depressão Tropical Vinte e Sete e moveu-se para o oeste através das Ilhas de Barlavento para o Caribe. Embora os seus ventos não fossem de tempestade tropical, a tempestade trouxe chuvas pesadas e prejudiciais para Trinidad e São Vicente e Granadinas.
Em 18 de novembro, após um período de desorganização durante o qual parecia estar se dissipando, o sistema fortaleceu-se e foi atualizado para uma tempestade tropical na costa das Honduras e recebeu o nome de Gamma. Lá as suas chuvas torrenciais provocaram deslizamentos de terra mortais. Os ventos e chuvas de Gamma também atingiram Belize, onde foram menos mortais. A tempestade se dissipou em 22 de novembro, tendo matado 39 pessoas.

## História meteorológica
A tempestade tropical gama originou-se de uma onda tropical que se moveu na costa oeste da África em 3 de novembro.  Para uma onda tropical de final de temporada, o sistema manteve uma quantidade invulgarmente alta de convecção ao atravessar o Oceano Atlântico.  O National Hurricane Center (NHC) começou a rastrear ativamente a onda quando ela estava localizada a cerca de 160 km ao largo da costa de Barbados.  A área de baixa pressão mudou pouco durante 13 de novembro, produzindo fortes chuvas localmente nas ilhas do Caribe, mas não se desenvolvendo.  No entanto, os ventos cortantes de alto nível diminuíram, tornando as condições propícias para o desenvolvimento tropical,  e em 14 de novembro o sistema havia formado a Depressão Tropical Vinte e Sete. and by November 14 the system had formed Tropical Depression Twenty-Seven.
Uma depressão de nível superior perto das Grandes Antilhas continuou a fornecer cisalhamento oeste que brevemente paralisou o desenvolvimento, mas a forte convecção do sistema persistiu.  Uma quebra na cisalhamento em 15 de novembro permitiu que a tempestade se intensificasse brevemente. A análise pós-temporada mostrou que durante este período o sistema atingiu o status de tempestade tropical e deveria ter sido batizado de Gamma, mas como isso não foi visto na época, a tempestade permaneceu classificada como Depressão Tropical Vinte e Sete.  Uma crista subtropical de alta pressão de alta pressão sobre o sudoeste do Oceano Atlântico e o Golfo do México impulsionou o sistema para o oeste através do Caribe a mais de 40 km/h e a circulação superior da tempestade foi inteiramente separada de sua convecção profunda e centro circulatório de baixo nível. O NHC, acreditando que o sistema estava se dissipando, anunciou que estava emitindo o seu último comunicado em 16 de novembro.  Logo depois, o sistema desacelerou em 17 de novembro.

A depressão tropical Gamma ao norte de Bay Islands, Honduras, em 20 de novembro, com uma circulação praticamente livre de convecção

Uma onda tropical, que se formou sobre o Panamá no início de novembro e produziu chuvas na região, se fundiu com os remanescentes da Depressão Tropical Vinte e Sete perto das Honduras em 18 de novembro. O sistema então se regenerou em uma tempestade tropical mais tarde naquele dia e foi denominado Tempestade Tropical Gama.  O fortalecimento do sistema foi lento, devido à presença de forte cisalhamento do vento.  Atingiu ventos de pico de 80 km/h (50 mph)  antes que o cisalhamento expusesse o centro e a sua tendência de enfraquecimento começasse.  Apesar dos surtos de convecção,  Gama enfraqueceu em uma depressão tropical em 20 de novembro  e posteriormente em uma baixa remanescente no início de 21 de novembro. A baixa dissipou-se rapidamente em 22 de novembro perto da fronteira hondurenha com a Nicarágua.

## Preparações
Em 18 de novembro, o governo das Honduras emitiu avisos de tempestade tropical para as Ilhas da Baía, Belize emitiu um aviso de tempestade tropical para toda a sua costa e o México emitiu um alerta de tempestade tropical para o leste da Península de Iucatã, da fronteira com Belize até Punta Allen. Antes do amanhecer do dia seguinte, à medida que Gamma se aproximava, o México modificou o alerta para um aviso para a sua costa da fronteira com Belize a Punta Gruesa, e expandiu o alerta de tempestade tropical de Punta Gruesa para Tulum. Naquela tarde, a tempestade se afastou de Belize, a porção mais ao sul do alerta de tempestade tropical foi suspensa, seguida na totalidade algumas horas depois.  Naquela noite, o México também suspendeu a vigilância e os avisos. Só no dia seguinte, 20 de novembro, os alertas foram retiradas das Ilhas da Baía de Honduras.
Como a tempestade se regenerou pouco antes da previsão da sua chegada, poucos preparativos avançados para a tempestade foram feitos em Honduras. No entanto, chuvas constantes por mais de um dia enquanto Gamma vagava ao largo da costa causou inundações que forçaram mais de 30.000 pessoas a abandonar as suas casas para abrigos estatais.

## Impacto e consequências
Duas pessoas foram mortas por um deslizamento de terra em São Vicente e Granadinas, na ilha de Bequia  quando o precursor do Gamma, a Depressão Tropical 27, trouxe fortes chuvas. O transbordamento de rios destruiu sete casas e tornou várias estradas intransitáveis.  O aeroporto da ilha foi temporariamente fechado quando a depressão tropical inundou o terminal e deixou destroços na pista.   As fortes chuvas causaram inundações e deslizamentos de terra, que destruíram duas pontes na ilha de Trinidad, fora da capital Port-of-Spain.
Embora ventos com força de tempestade tropical não tenham impactado Honduras continental,  um relatório não oficial de 113 mm de chuva foi relatada na Ilha Roatan,  e mais de 760 mm de chuva caiu ao longo da costa norte entre 16 e 19 de novembro, antes que Gamma chegasse ao país.  As chuvas provocaram inundações e deslizamentos de terra nos departamentos de Gracias a Dios, Colón, Atlántida, Cortés, Yoro, Santa Bárbara e nas Ilhas da Baía, que mataram 34 pessoas e deixaram 13 desaparecidos.  Essas áreas já haviam sido afetadas pelo furacão Wilma e pelo furacão Beta cerca de um mês antes. Dezenas de pontes foram destruídas, cortando mais de 50.000 pessoas  e 2.000 casas foram destruídas 21 km2 (5,200 acres) de safra de banana foi destruída, totalizando $ 13-18 milhões (2005 USD) em danos.
Em Belize, Gamma contribuiu para a queda de um avião particular, operando em um resort na selva exclusivo. Todas as três pessoas a bordo morreram quando ele passou pelas faixas externas do Gamma.  Cinco pescadores de Sarteneja perderam-se no mar durante a tempestade, quando uma grande onda virou o barco de oito homens.
O único país que sofreu danos permanentes com a tempestade foi Honduras.  Depois que a tempestade se transformou em mar e as chuvas de Gamma cessaram, os helicópteros hondurenhos começaram a resgatar as pessoas presas pelas enchentes.  O Programa Mundial de Alimentos das Nações Unidas gastou US $ 460.000 (2005 USD) trazendo por avião 645 toneladas de alimentos, o suficiente para 195.000 famílias de cinco pessoas, ao norte de Honduras.  A Cruz Vermelha também forneceu ajuda alimentar, kits de higiene, cobertores e outra ajuda humanitária para famílias que sofreram danos em suas propriedades ou foram deslocadas para abrigos.  Ambas as organizações já tinham redes de distribuição ativas no país, pois estavam respondendo aos furacões Stan, Wilma e Beta, que causaram mortes nas Honduras naquele ano.
O governo da Andaluzia, na Espanha, doou 40 milhões de lempiras para ajudar nos esforços de desastre, e os Estados Unidos empregaram helicópteros de uma base militar próxima para ajudar os hondurenhos na distribuição de alimentos. Em relação aos furacões das semanas anteriores, as necessidades humanitárias após o Gamma foram mínimas e foram simplesmente combinadas aos esforços contínuos.

## Nomeação e registos
Quando a Depressão Tropical Vinte e sete inesperadamente evoluiu para uma tempestade tropical, marcou a primeira vez que a terceira letra do alfabeto grego foi usada como o nome de uma tempestade do Atlântico.  O próximo a receber esse nome foi a Tempestade tropical Gamma em 2020.  A data de formação recorde do Gamma como a 25ª tempestade tropical ou subtropical da temporada duraria até 2020, quando quebrada pelo furacão Delta, que se formou em 5 de outubro.